# Хлорококк
Хлорококк (лат. Chlorococcum) — род одноклеточных зелёных водорослей семейства Хлорококковые (Chlorococcaceae).
Клетки имеют округлую, шаровидную форму, по структуре напоминают хламидомонада (Chlamydomonas), но жгутики отсутствуют и нет пульсирующей вакуоли. Встречаются одиночные или соединенные в скопления. Состоят из тонкой оболочки с зелёным содержимым, иногда дополнительно включают оранжевый или красный пигмент.
Их можно встретить в виде зелёного налёта на коре деревьев и на деревянных конструкциях.
Размножаются зооспорами при бесполом размножении, в виде изогамии при половом.
При бесполом размножении содержимое клетки повторным делением распадается на несколько овальных зооспор, каждая с двумя ресничками.